# Гушалевич Іван Миколайович

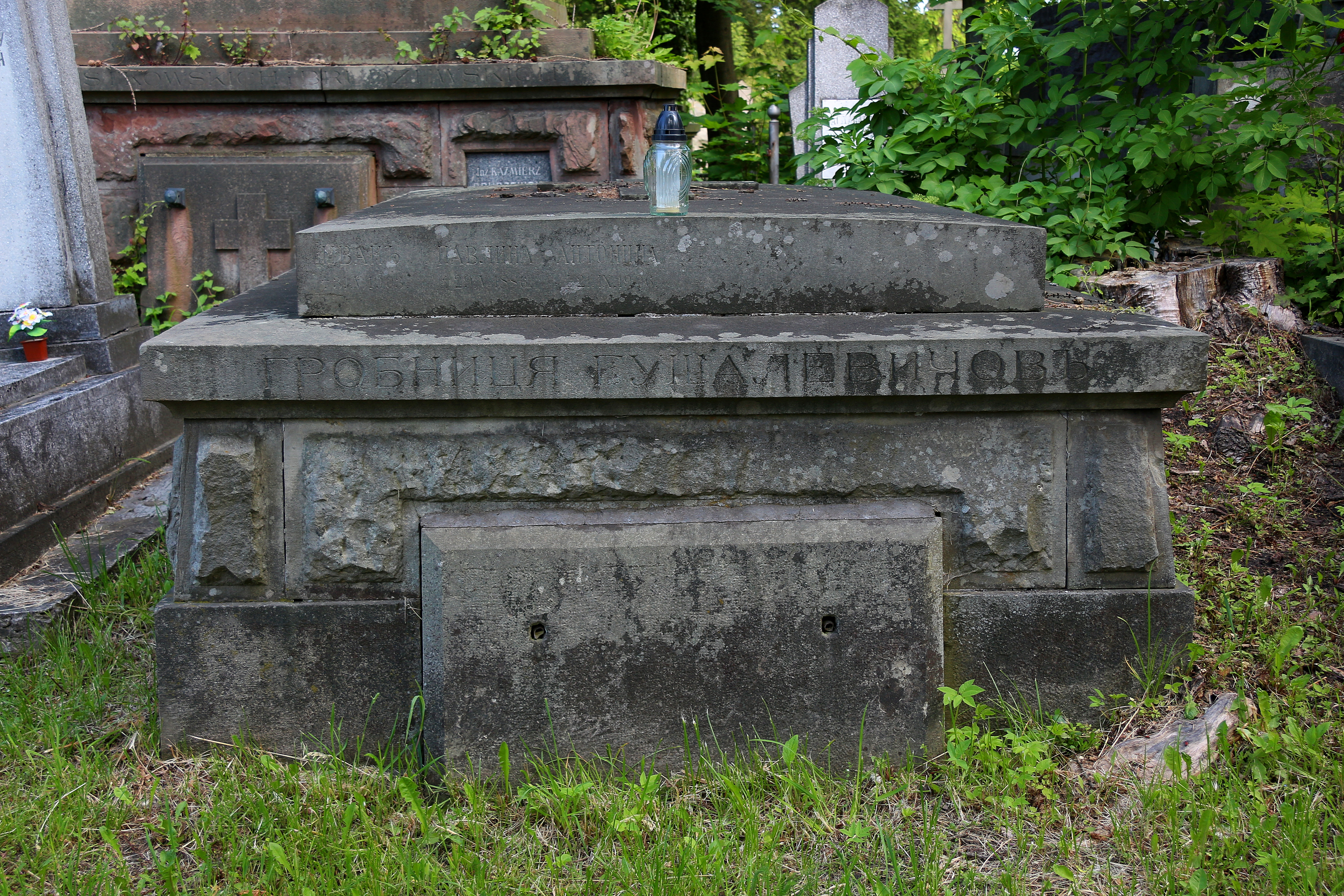

Іва́н Миколайо́вич Гушале́вич (4 грудня 1823, Палашівка, нині Чортківський район, Тернопільська область — 2 червня 1903, Львів) — український поет, письменник і драматург, політичний діяч, журналіст, видавець, теолог з Галичини. Греко-католицький священник. Учасник Собору Руських вчених. Москвофіл, один із найбільших прихильників язичія. Батько оперного співака Євгена Гушалевича.

## Життєпис

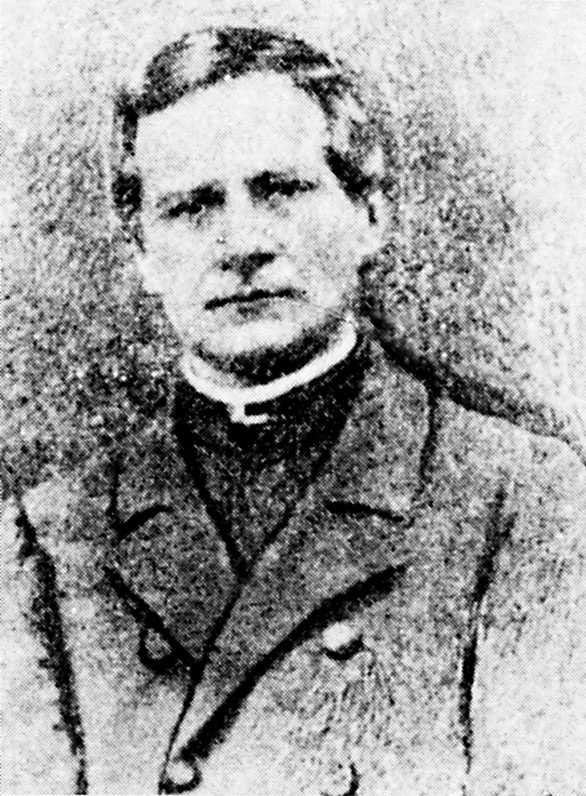
Іван Гушалевич

Народився у багатодітній селянській сім'ї села Паушівка Чортківського повіту (Королівство Галичини та Володимирії). З 1835 р. жив у селі Базар на Чортківщині. Здобув середню освіту у гімназії при монастирі оо. Василіян в Бучачі. Навчався у духовній семінарії, на богословському  факультеті Львівського університету, одночасно закінчив і філософський факультет.
По закінченні Львівського університету викладав руську мову у львівських гімназіях, зокрема, з 1849 в українській академічній гімназії.
Учасник Собору Руських вчених (1848).
1849 видавав газету «Новини», потім — тижневик «Пчола» (1851–1852), «Зоря Галицка» (1863–1864 рр. — «Дім і школа»
1855 року отримав парафію в селі Яновець; у 1855–1861 рр. інспектор народних шкіл Калуського повіту на Станиславівщині; з 1862 до 1889 — катехит в українській академічній гімназії Львова..
1861 і 1867 року обраний послом (депутатом) до Галицького крайового сейму від IV курії 35 округу (судові повіти Калуш і Войнилів, 1861—1869), а 1867 року — послом до австрійського парламенту (Райхсрату; 20.05.1867–21.05.1870, від сільських громад судових повітів Стрий, Сколе, Долина, Болехів, Рожнятів, Калуш, Войнилів, Миколаїв і Журавно).
Помер у Львові, похований на Личаківському цвинтарі, поле № 71.

## Творчість
Почав писати 1841 року. Писав українською мовою з елементами язичія (за іншими даними — переважно язичієм).
У 1848 році у Перемишлі вийшла перша збірка віршів Івана Гушалевича «До моєї батьківщини»; також вийшла збірка «Стихотворения». 1852 року він випускає другу збірку поезій «Квіти з Наддністрянської левади»; 1861 «Поезії»; в 1880/1881 р. — збірку «Галицькі відголоси». 1882 року надрукував поему «Добош», 1883 — дві історичні повісті у віршах: «Гальшка Острозька» і «Козацький похід до Молдови». 1884 року опублікував дві нові історичні поеми: «Бранка» та «Іван Підкова»; збірку «Стихотворения». 1891 р. збірка «Балканские думи».
Писав також пісні, оди, елегії, гімни, казки, балади, легенди, 4 п'єси з народного життя; в них виступав як просвітитель і гуманіст. Найвдалішою є п'єса «Підгоряни» (1865/1879 р.), яка часто ставилась в народних театрах і була перекладена російською мовою, Марко Кропивницький в 1882 р. переробив її на оперету.
П'єси «Обман очей», «Внесення жінки» та «Сільські пленіпотенти» (1870) мали менший успіх.
Опублікував текст «Слова о полку Ігоревім» з примітками і передмовою, у якому доводив справжність цієї пам'ятки.
Іван Гушалевич залишив також спогади «З хати до школи» та «Спогади старого — очевидця життя 1848».
Автор першого гімну галицьких русинів Мир вам, браття, всім приносим, вперше оприлюдненого під час «Весни народів» 1848 року.

## Пам'ять
На честь Івана Гушалевича у Львові названа вулиця.

## Видання
- Гушалевич І. Туга за родинов; Туга за юностев; До зорі; Бурлак; Де єсть руська отчина? (Співаємо по путі народній «Дайже, Боже, добрий час»); Дума; До пчоли; Дума над Галичем; Дума наддніпрянська; До торбана; Любов родинной землі; Лебедка; Введеніє; Родимії поля; Тужливая діва; Голубка; Човен: Вірші // Українські поети-романтики: Поетичні твори. — К., 1987. — С. 488—504
- Гушалевич І. Туга за родинов; Де єсть Руська отчизна: Вірші //Тернопіль: Тернопільщина літературна: Дод. 2. — Тернопіль,1991. — С. 17
- Гушалевич І. Туга за родинов; Дума над Галичем //Література рідного краю. Буковина, Галичина, Гуцульщина, Покуття: Хрестоматія 9 кл. — Тернопіль, 1999. — С. 26 — 28.